# Isodemis serpentinana
Isodemis serpentinana is een vlinder uit de familie van de bladrollers (Tortricidae). De wetenschappelijke naam van de soort is, als Batodes serpentinana, voor het eerst geldig gepubliceerd in 1863 door Francis Walker.

## Synoniemen
- ?Tortrix sulana Walker, 1866